# Dinitrure de disoufre
Le dinitrure de disoufre est un composé chimique de formule S2N2, la molécule ayant une géométrie plane carrée. Il se présente sous forme d'un solide incolore cristallisé sensible aux chocs qui se décompose en explosant au-dessus de 30 °C. Il se sublime rapidement, est insoluble dans l'eau mais est soluble dans l'éther diéthylique (CH3CH2)2O. Des traces d'eau provoquent sa dimérisation en tétranitrure de tétrasoufre S4N4. À l'état solide, il polymérise spontanément pour former du polythiazyle (SN)x
On peut le préparer à partir de tétranitrure de tétrasoufre S4N4 gazeux qu'on fait passer sur une laine métallique d'argent. L'argent réagit avec le soufre pour former du sulfure d'argent Ag2S qui catalyse la conversion de S4N4 en S2N2
1. S4N4 + 8 Ag → 4 Ag2S + 2 N2.
2. S4N4 (avec catalyseur Ag2S) → 2 S2N2 (avec réfrigération à 77 K) → S2N2 solide.

Une voie alternative utilise le S4N3Cl, moins explosif.
La molécule S2N2 est pratiquement carrée et plane. Les liaisons S–N ont une longueur de 165,1 pm et 165,7 pm tandis que les angles de liaison sont très proches de 90°. Elle est isoélectronique avec le dication S42+ et possède six électrons π. Elle possède quatre liaisons σ, les atomes d'azote étant fortement chargés négativement tandis que les atomes de soufre sont chargés positivement. Deux électrons π des atomes de soufre sont couplés en diagonale du cycle, faisant de la molécule dans son ensemble un diradical singulet.